# Ivica Iliev
Ivica Iliev (Belgrado, 27 ottobre 1979) è un dirigente sportivo ed ex calciatore serbo, di ruolo attaccante.

## Carriera

### Giocatore

#### Club

##### Inizi
Ha iniziato la propria carriera in patria, nel Partizan. Ha militato nel club belgradese dal 1997 al 2004, collezionando complessivamente 50 reti in 201 presenze.

##### Italia: Messina e Genoa
Nel luglio 2004 è passato al Messina, club italiano militante in Serie A. Ha debuttato con il club peloritano il 14 agosto 2004, in Bari-Messina (1-2), subentrando ad Atsushi Yanagisawa al minuto 65. Il debutto in campionato è avvenuto il 12 settembre 2004, in Parma-Messina (0-0). Ha messo a segno la sua prima rete in maglia giallorossa il 16 aprile 2005, nell'incontro di campionato Messina-Udinese (1-0), segnando il gol vittoria al minuto 60. Il 24 ottobre 2005, attraverso la prova tv, il giudice sportivo lo ha squalificato per tre giornate di campionato per simulazione, risultando il primo calciatore in Serie A ad essere squalificato per simulazione attraverso la prova tv. Nel gennaio 2006 si è trasferito in prestito al Genoa, in Serie C1. Ha debuttato con la maglia del Grifone l'8 gennaio 2006, nell'incontro di campionato Pizzighettone-Genoa (3-3), subentrando a Stefano De Angelis al minuto 69. Ha collezionato in totale, con il Grifone, 21 presenze e 4 reti. Rientrato al Messina nell'estate 2006, ha militato nel club peloritano fino al termine della stagione, totalizzando 26 presenze e una rete.

##### Grecia: PAOK Salonicco
Nell'agosto 2007 si è trasferito in Grecia, al Paok Salonicco, club militante nella Souper Ligka Ellada. Ha debuttato con il club bianconero il 1º settembre 2007, nell'incontro di campionato Skoda Xanthi-Paok Salonicco (1-0), subentrando a Hussein Mumin al minuto 78. Ha militato nel club bianconero per una stagione, totalizzando 19 presenze e una rete.

##### Germania: Energie Cottbus
Il 6 agosto 2008 si è trasferito in Germania, all'Energie Cottbus, club militante in Bundesliga. Ha debuttato con il club biancorosso il 22 agosto 2008, nell'incontro di campionato Hannover 96-Energie Cottbus (0-0), subentrando a Stiven Rivić al minuto 76. Ha militato nel club biancorosso per una stagione, totalizzando 30 presenze e 3 reti.

##### Israele: Maccabi Tel Aviv
Nell'estate 2009 si è trasferito al Maccabi Tel Aviv, club israeliano militante in Ligat ha'Al. Il debutto nella massima serie israeliana è avvenuto il 26 settembre 2009, nell'incontro di campionato Hapoel Haifa-Maccabi Tel Aviv (3-1). Ha militato nel club gialloblu per una stagione, totalizzando 17 presenze e 3 reti.

##### Ultimi anni: ritorno al Partizan Belgrado e Wisła Cracovia
Nell'estate 2010 è tornato al Partizan Belgrado, club in cui aveva militato all'inizio della propria carriera. Il nuovo debutto con il club serbo è avvenuto il 14 agosto 2010, nell'incontro di campionato Partizan Belgrado-Inđija (2-1). Ha militato nelle file del club serbo per una stagione, totalizzando 15 reti in 39 presenze. Il 13 giugno 2011 è stato ufficializzato il suo trasferimento al Wisła Cracovia, club polacco militante in Ekstraklasa. Il debutto con il club polacco è avvenuto il 13 luglio 2011, in Skonto Riga-Wisła Cracovia (0-1), gara di andata del secondo turno di qualificazione alla Champions League. Il debutto in campionato, invece, è avvenuto il 30 luglio 2011, in Widzew Lodz-Wisła Cracovia (1-1). Ha militato nel club polacco per due stagioni, totalizzando 69 presenze e 7 reti.

#### Nazionale
Ha debuttato in Nazionale maggiore il 30 aprile 2003, nell'amichevole Germania-Serbia e Montenegro (1-0), subentrando a Goran Trobok al minuto 84. Ha messo a segno la sua prima rete con la maglia della Nazionale il 16 novembre 2003, in Polonia-Serbia e Montenegro (4-3), siglando la rete del definitivo 4-3 al minuto 88. Ha collezionato, in totale, con la maglia della Nazionale maggiore, 2 presenze.

### Dirigente
Il 27 ottobre 2015 è diventato direttore sportivo del Partizan Belgrado. L'11 marzo 2019 ha annunciato le dimissioni dall'incarico, dimissioni che non hanno trovato concretizzazione a causa dello statuto societario. Il 27 luglio 2022 si è dimesso. 

## Statistiche

### Presenze e reti nei club
| Stagione              | Squadra               | Campionato            | Campionato | Campionato | Coppe nazionali | Coppe nazionali | Coppe nazionali | Coppe continentali | Coppe continentali | Coppe continentali | Altre coppe | Altre coppe | Altre coppe | Totale | Totale |
| Stagione              | Squadra               | Comp                  | Pres       | Reti       | Comp            | Pres            | Reti            | Comp               | Pres               | Reti               | Comp        | Pres        | Reti        | Pres   | Reti   |
| --------------------- | --------------------- | --------------------- | ---------- | ---------- | --------------- | --------------- | --------------- | ------------------ | ------------------ | ------------------ | ----------- | ----------- | ----------- | ------ | ------ |
| 1997-1998             | Partizan              | PRVA                  | 4          | 0          | KJ              | 0               | 0               | UCL                | 0                  | 0                  | -           | -           | -           | 4      | 0      |
| 1998-1999             | Partizan              | PRVA                  | 15         | 4          | KJ              | 5               | 1               | CDC                | 2                  | 1                  | -           | -           | -           | 22     | 6      |
| 1999-2000             | Partizan              | PRVA                  | 29         | 8          | KJ              | 2               | 0               | UCL+UEFA           | 5+1                | 0+0                | -           | -           | -           | 37     | 8      |
| 2000-2001             | Partizan              | PRVA                  | 33         | 10         | KJ              | 5               | 6               | UEFA               | 4                  | 0                  | -           | -           | -           | 42     | 16     |
| 2001-2002             | Partizan              | PRVA                  | 23         | 3          | KJ              | 2               | 2               | UEFA               | 3                  | 1                  | -           | -           | -           | 28     | 6      |
| 2002-2003             | Partizan              | PRVA                  | 27         | 13         | KSCG            | 2               | 0               | UCL+UEFA           | 4+4                | 1+1                | -           | -           | -           | 37     | 15     |
| 2003-2004             | Partizan              | PRVA                  | 20         | 3          | KSCG            | 1               | 0               | UCL                | 10                 | 1                  | -           | -           | -           | 31     | 4      |
| Totale Partizan       | Totale Partizan       | Totale Partizan       | 151        | 41         |                 | 17              | 9               |                    | 33                 | 5                  |             | -           | -           | 201    | 55     |
| 2004-2005             | Messina               | A                     | 29         | 1          | CI              | 4               | 0               | -                  | -                  | -                  | -           | -           | -           | 33     | 1      |
| 2005-gen. 2006        | Messina               | A                     | 8          | 0          | CI              | 0               | 0               | -                  | -                  | -                  | -           | -           | -           | 8      | 0      |
| Totale Messina        | Totale Messina        | Totale Messina        | 37         | 1          |                 | 4               | 0               |                    | -                  | -                  |             | -           | -           | 41     | 1      |
| gen.-giu. 2006        | Genoa                 | C1                    | 17+4       | 3+1        | CIC             | 0               | 0               | -                  | -                  | -                  | -           | -           | -           | 21     | 4      |
| 2006-2007             | Messina               | A                     | 21         | 0          | CI              | 5               | 1               | -                  | -                  | -                  | -           | -           | -           | 26     | 1      |
| 2007-2008             | PAOK                  | SLE                   | 17         | 1          | KE              | 1               | 0               | -                  | -                  | -                  | -           | -           | -           | 18     | 1      |
| 2008-2009             | Energie Cottbus       | BL                    | 27+1       | 3+0        | DFBP            | 2               | 0               | -                  | -                  | -                  | -           | -           | -           | 30     | 3      |
| 2009-2010             | Maccabi Tel Aviv      | LA                    | 17         | 3          | GHM             | 0               | 0               | -                  | -                  | -                  | -           | -           | -           | 17     | 3      |
| 2010-2011             | Partizan              | SL                    | 27         | 13         | KS              | 4               | 1               | UCL                | 8                  | 1                  | -           | -           | -           | 39     | 15     |
| 2011-2012             | Wisła Cracovia        | EK                    | 28         | 1          | PP              | 5               | 1               | UCL+EL             | 5+7                | 1+0                | -           | -           | -           | 45     | 3      |
| 2012-2013             | Wisła Cracovia        | EK                    | 20         | 3          | PP              | 4               | 1               | -                  | -                  | -                  | -           | -           | -           | 24     | 4      |
| Totale Wisła Cracovia | Totale Wisła Cracovia | Totale Wisła Cracovia | 48         | 4          |                 | 9               | 2               |                    | 12                 | 1                  |             | -           | -           | 69     | 7      |
| Totale carriera       | Totale carriera       | Totale carriera       | 367        | 70         |                 | 42              | 13              |                    | 53                 | 7                  |             | -           | -           | 462    | 90     |

### Cronologia presenze e reti in Nazionale
| Cronologia completa delle presenze e delle reti in nazionale ― Serbia e Montenegro | Cronologia completa delle presenze e delle reti in nazionale ― Serbia e Montenegro | Cronologia completa delle presenze e delle reti in nazionale ― Serbia e Montenegro | Cronologia completa delle presenze e delle reti in nazionale ― Serbia e Montenegro | Cronologia completa delle presenze e delle reti in nazionale ― Serbia e Montenegro | Cronologia completa delle presenze e delle reti in nazionale ― Serbia e Montenegro | Cronologia completa delle presenze e delle reti in nazionale ― Serbia e Montenegro | Cronologia completa delle presenze e delle reti in nazionale ― Serbia e Montenegro |
| Data                                                                               | Città                                                                              | In casa                                                                            | Risultato                                                                          | Ospiti                                                                             | Competizione                                                                       | Reti                                                                               | Note                                                                               |
| ---------------------------------------------------------------------------------- | ---------------------------------------------------------------------------------- | ---------------------------------------------------------------------------------- | ---------------------------------------------------------------------------------- | ---------------------------------------------------------------------------------- | ---------------------------------------------------------------------------------- | ---------------------------------------------------------------------------------- | ---------------------------------------------------------------------------------- |
| 30-4-2003                                                                          | Brema                                                                              | Germania                                                                           | 1 – 0                                                                              | Serbia e Montenegro                                                                | Amichevole                                                                         | -                                                                                  | 85’                                                                                |
| 16-11-2003                                                                         | Płock                                                                              | Polonia                                                                            | 4 – 3                                                                              | Serbia e Montenegro                                                                | Amichevole                                                                         | 1                                                                                  | 70’                                                                                |
| Totale                                                                             |                                                                                    | Presenze                                                                           | 2                                                                                  |                                                                                    | Reti                                                                               | 1                                                                                  |                                                                                    |

## Palmarès

### Club

#### Competizioni nazionali
- Campionato jugoslavo: 2

Partizan: 1998-1999, 2001-2002
- Campionato serbomontenegrino: 1

Partizan: 2002-2003
- Coppa di Jugoslavia: 2

Partizan: 1997-1998, 2000-2001
- Campionato serbo: 1

Partizan Belgrado: 2010-2011
- Coppe di Serbia: 1

Partizan Belgrado: 2010-2011

### Individuale
- Capocannoniere del campionato serbo: 1

2010-2011 (13 gol)